# بورون (کالیفرنیا)
بورون (به انگلیسی: Boron) یک منطقهٔ مسکونی در ایالات متحده آمریکا است که در شهرستان کرن، کالیفرنیا واقع شده‌است. بورون ۳۵٫۸۰ کیلومتر مربع مساحت و ۱۲٬۵۳۸ نفر جمعیت دارد و ۷۵۲ متر بالاتر از سطح دریا واقع شده‌است.